# Carex inops
Carex inops är en halvgräsart som beskrevs av Liberty Hyde Bailey. Carex inops ingår i släktet starrar, och familjen halvgräs.

## Underarter
Arten delas in i följande underarter:
- C. i. heliophila
- C. i. inops

## Bildgalleri

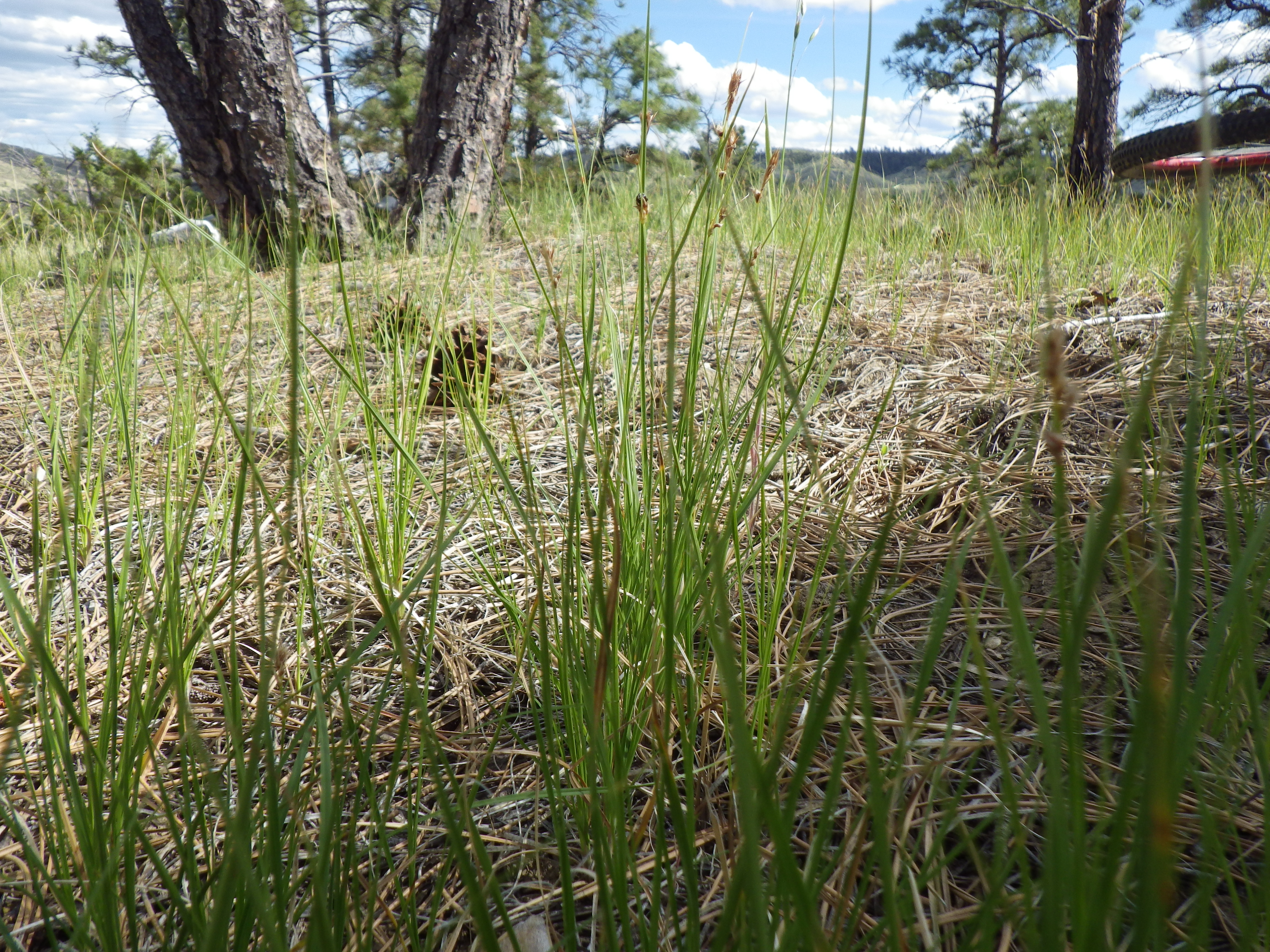
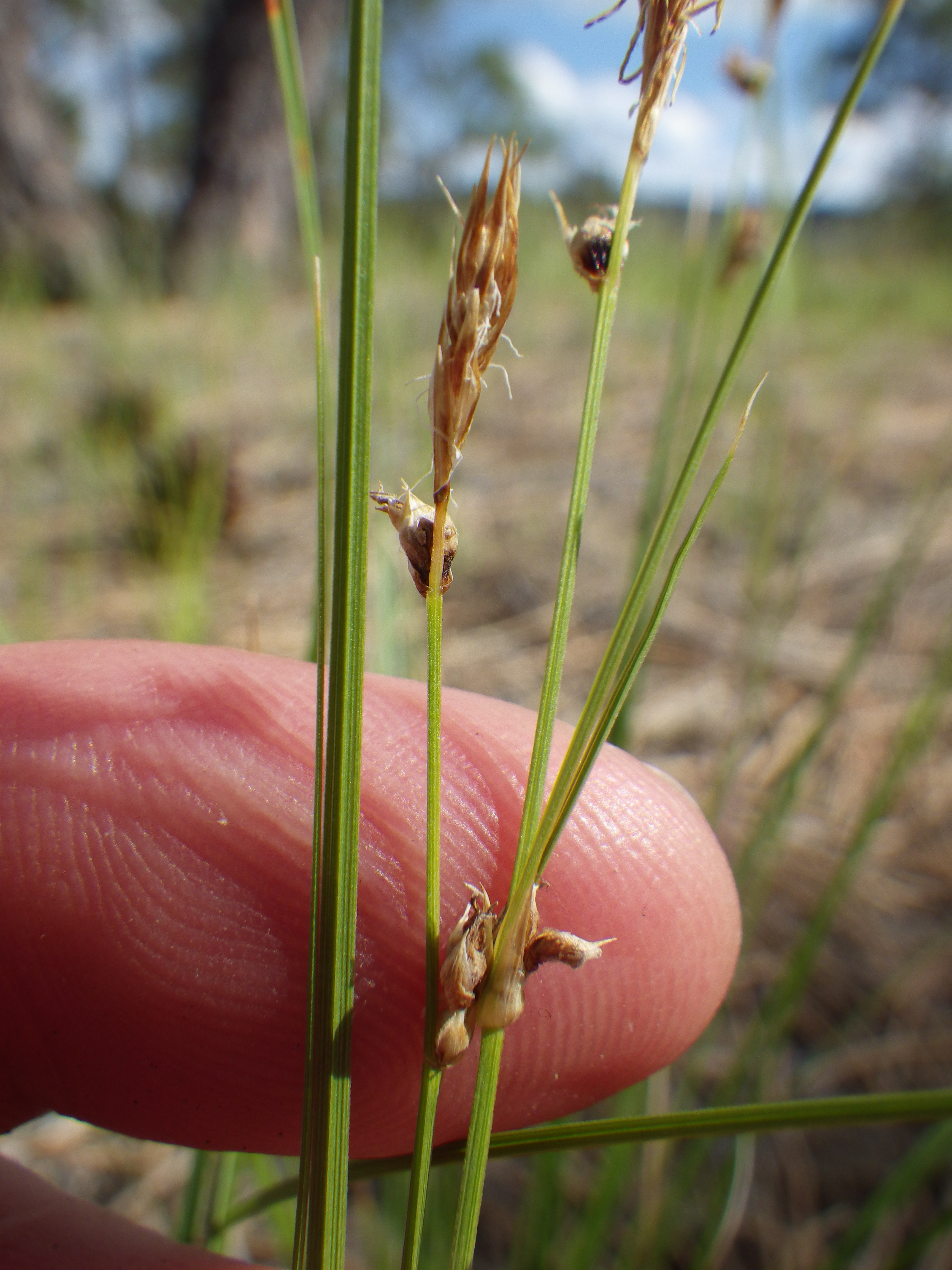
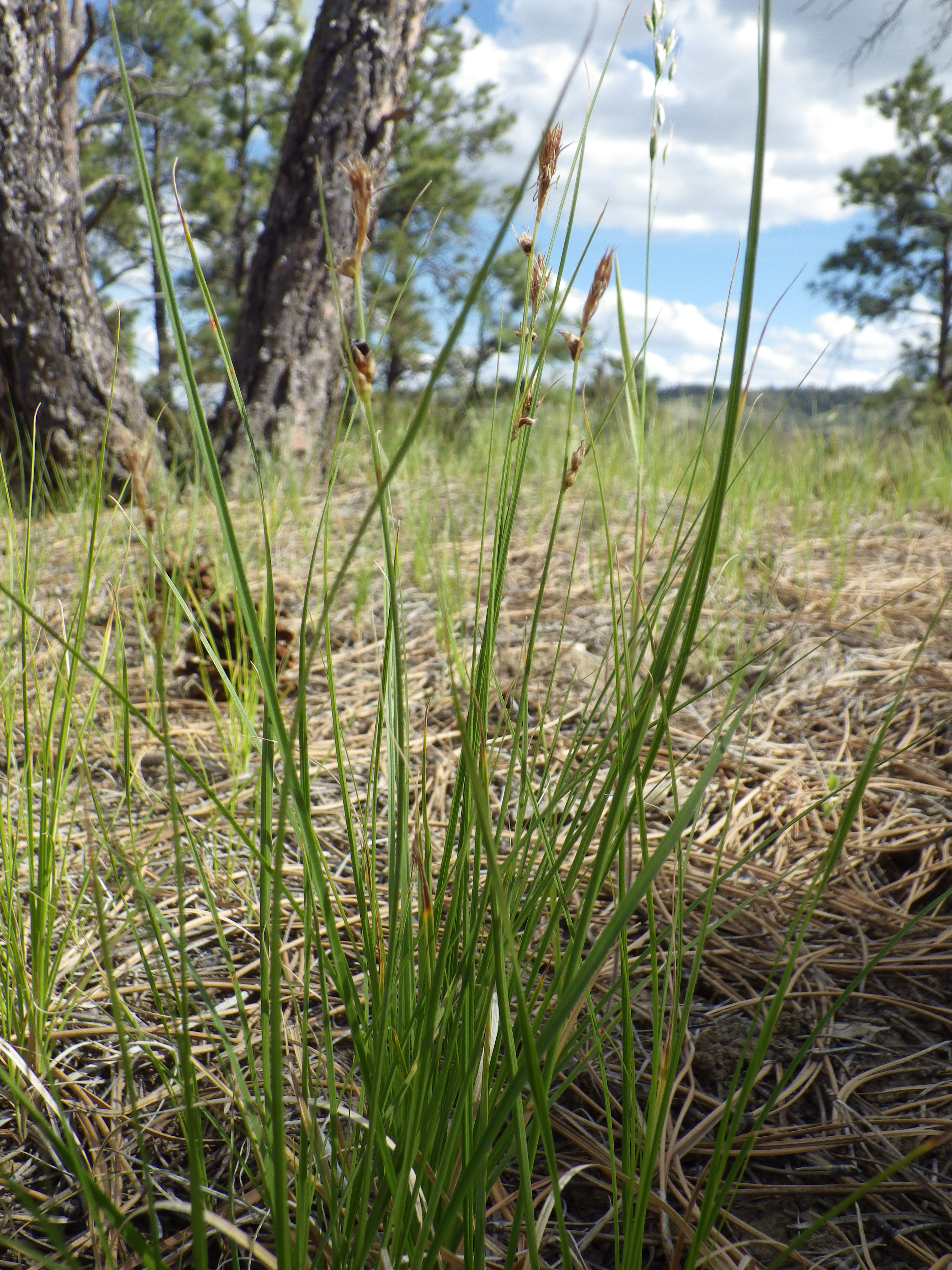
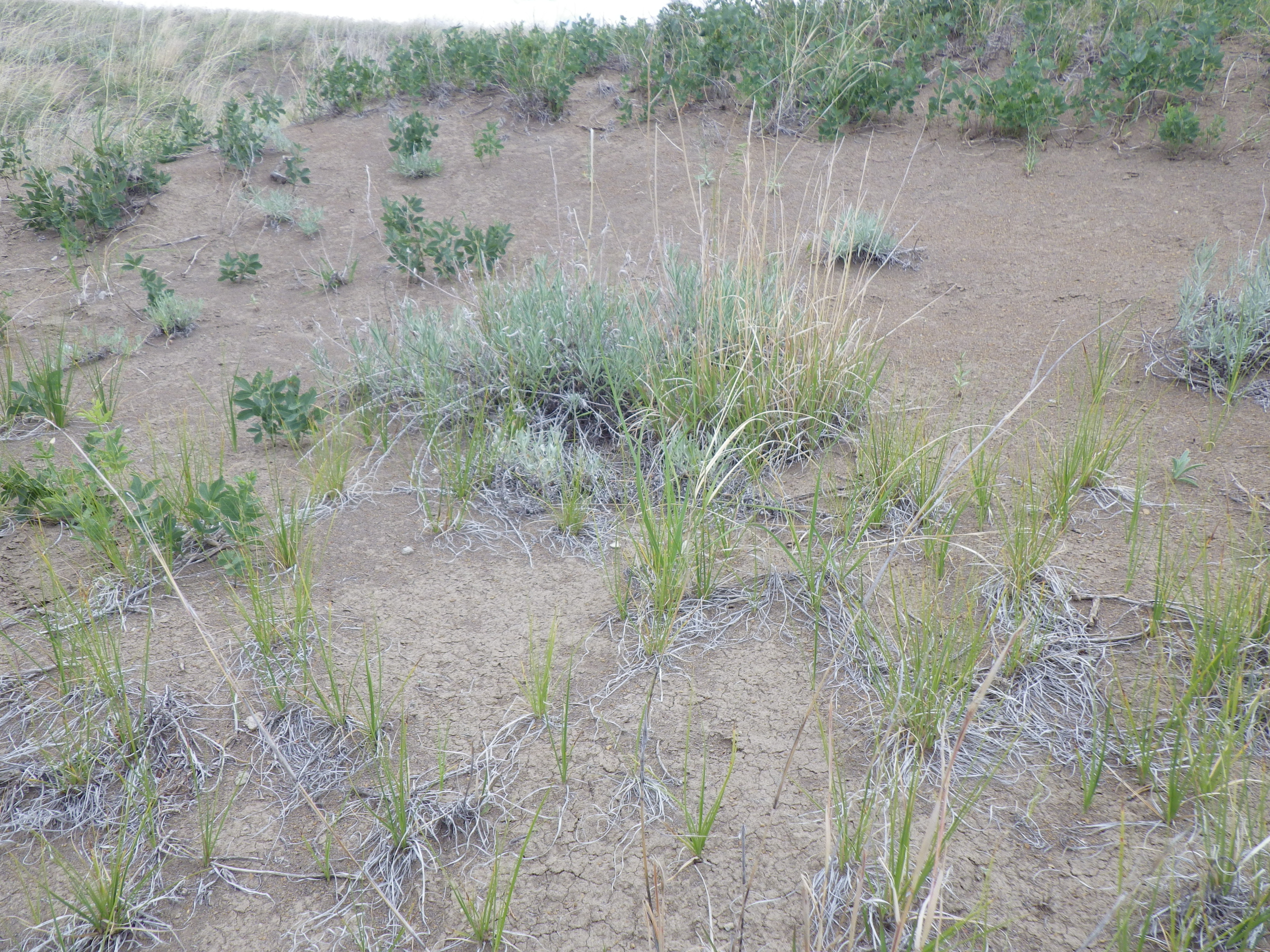